# تروفيو بالما 2019
تروفيو بالما 2019 (بالفرنسية: Trofeo Palma 2019)‏ هو سباق دراجات هوائية، وهو الموسم رقم 28 من السباق، وأقيم في 3 فبراير 2019، وامتدّ لمسافة 159.6 كيلومتر، وهو أحد سباقات طواف أوروبا للدراجات 2019، وقد شارك في السباق 168 متسابقاً ووصل إلى نهايته 146 متسابقاً.
فاز فيه بالمركز الأول مارسيل كيتل، وبالمركز الثاني تيموثي دوبونت، وبالمركز الثالث هوغو هوفستيتر.

## الفرق
| فرق عالمية (6)- Movistar Team - Lotto Soudal - Bora-hansgrohe - Trek-Segafredo - Katusha-Alpecin - UAE Team Emirates فرق قارية محترفة (10)- كاجا رورال-سيغوروس 2019 ‏ - Cofidis, Solutions Crédits - يوسكادي مورياس 2019 ‏ - سبورت فلاندرين بالويس 2019 ‏ - Direct Énergie - Arkéa-Samsic - Israel Cycling Academy - Wanty-Groupe Gobert - رومبوت تشارلز 2019 ‏ - Rally UHC Cycling |  |
| |  |

## التصنيف العام النهائي
| التصنيف العام         | التصنيف العام      | التصنيف العام | التصنيف العام            | التصنيف العام     |
| الدراج                | الدراج             | البلد         | الفريق                   | الوقت             |
| --------------------- | ------------------ | ------------- | ------------------------ | ----------------- |
| 1.                    | مارسيل كيتل        | ألمانيا       | كاتوشا ألبيسين           | 3 س 45 دقيقة 23 ث |
| 2.                    | تيموثي دوبونت      | بلجيكا        | Wanty-Gobert             | + 0 ث             |
| 3.                    | هوغو هوفستيتر      | فرنسا         | كوفيديس                  | + 0 ث             |
| 4.                    | Christophe Noppe ‏  | بلجيكا        | Sport Vlaanderen-Baloise | + 0 ث             |
| 5.                    | أندريه جريبيل      | ألمانيا       | Arkéa-Samsic             | + 0 ث             |
| 6.                    | روديجر سليج        | ألمانيا       | بورا هانسغروه            | + 0 ث             |
| 7.                    | Maxence Moncassin ‏ | فرنسا         | Amore & Vita-Prodir      | + 0 ث             |
| 8.                    | جون ديجينكولب      | ألمانيا       | تريك سيغافريدو           | + 0 ث             |
| 9.                    | بوريس فالي         | بلجيكا        | Wanty-Gobert             | + 0 ث             |
| 10.                   | خوسيه خواكين روخاس | إسبانيا       | موفيستار                 | + 0 ث             |
| مصدر: ProCyclingStats |                    |               |                          |                   |

## وصلات خارجية
- الموقع الرسمي
- لمحة عن سباق تروفيو بالما 2019 على موقع  ProCyclingStats   (برو  سايكلنج  ستاتس) - إحصاءات  محترفي  الدراجات.
- تروفيو بالما 2019 على موقع إحصائيات الدراجات الإحترافية (الإنجليزية)